# Lidija Bobrova
Lidija Bobrova (13 giugno 1952) è una regista russa.

## Filmografia parziale

### Regista
- V toj strane (1997)
- Babusja (2003)
- Veruju! (2009)